# Christian Mégrelis
 (septembre 2013).
Christian Mégrelis, né à Chamalières le 11 décembre 1938, est un homme d’affaires français, écrivain, poète et chrétien engagé, à l'origine du Groupe EXA International.

## Biographie
Christian Mégrelis est né d’un père grec originaire de Sinope, en Asie Mineure, et d’une mère auvergnate. Après des études au lycée Blaise-Pascal à Clermont-Ferrand, il entre à l’École Polytechnique à 18 ans. Sorti dans le corps de l’Armement, il intègre l’École nationale supérieure des technologies avancées puis Sciences Po en 1965. Il sort major du CPA (aujourd’hui HEC Executive MBA). À 20 ans il est sous-lieutenant en Algérie.

### Carrière professionnelle
Chef de service à la DGA, il rejoint la Banque française du commerce extérieur comme fondé de pouvoir en 1967. En 1971, Jacques Chaine, président de la BFCE, le charge de créer EXA International, première société de promotion des exportations françaises,. Après l’assassinat de Jacques Chaine, il prend le contrôle de la société en 1976. Il crée des filiales au Brésil, Japon, Indonésie, Canada, Chine pour développer des courants d’affaires dans le domaine des équipements industriels.
Il a enseigné la gestion financière au HEC Executive MBA.
À partir de 1990, EXA International s'installe en URSS, ce qui constitue un tournant de son histoire.

### EXA International
Spécialisée dans le conseil et l'ingénierie, EXA International, créée en 1971, couvre un éventail d'activités parmi lesquelles l'industrie des engrais azotés, l'ammoniaque, les mines métalliques, la sidérurgie, la fonderie, la valorisation du gaz naturel, la certification de réserves, et, plus récemment, par acquisition, les industries portuaires. Les travaux d'études couvrent tout le spectre industriel. L'essentiel de son activité est internationale, principalement orientée vers la Russie, les États-Unis, l'Asie et l'Afrique centrale. La société travaille pour la Commission européenne entre 1980 et 2002. En sa qualité de conseil du Président de l'URSS, EXA International a permis la signature des premiers accords entre l'UE et l'URSS en 1991 (accords dits TACIS). Entre 1993 et 2006, EXA International a rénové l'essentiel des usines d'ammoniaque installées en URSS par l'Américain Armand Hammer (Occidental Petroleum), grand ami de Lénine et de Staline. La société a supervisé une énième réorganisation de la Gécamines au Congo, ainsi que les tentatives de valorisation du gaz off shore congolais. Elle est également présente dans le secteur de la formation et de la modernisation des ports maritimes et fluviaux en Europe, en Amérique et en Afrique. À partir de 2000, EXA International a développé une branche « matières premières » qui intervient dans les métaux non ferreux (cuivre, cobalt, or) ainsi que dans le gaz naturel et dans l'exploitation des zones diamantifères. A partir de 2023, EXA  International participe au développement de l'aide économique de la Corée du Sud à l'Afrique. En 2024 EXA International investit dans des equity funds américains de développement de l'intelligence artificielle. 

### Plan des 500 jours
Appelé à Moscou à la chute du Mur, Christian Mégrelis participe à l’élaboration du « Plan des 500 jours » au cabinet du président Mikhaïl Gorbatchev avec le professeur Svatislav Chataline. Avec le maire de Moscou, Gavriil Popov et le premier ministre de l’URSS, Valentin Pavlov, il participe à la résurrection de la Société d’Économie Libérale créée au XVIIIe siècle par la Grande Catherine, et dont il est élu premier vice-président.
En 1991, il conseille le président Gorbatchev et le premier ministre de l’URSS lors des négociations de coopération avec l’Union Européenne, qui aboutiront aux accords TACIS. Il raconte cet épisode de sa vie dans un livre paru en 2020 : Le naufrage de l'Union soviétique : choses vues.
Après l'échec des putschistes et la fin de l’URSS, il a créé à Moscou une société d’ingénierie et il aide son fils, Nicolas Mégrelis, à y créer les magasins Dlia Doucha i Douchi, « Roses de Chantal ».

### Promoteur des industries de monétisation du gaz et des matières premières en Afrique
En parallèle il participe à la montée en puissance de l’Afrique centrale et occidentale dans le domaine des matières premières (gaz, cuivre, or, diamant, engrais) en tant que conseil de chefs d’État et de multinationales. Il organise la première alliance stratégique Sud-Sud entre le Brésil et l'Afrique en 1985. Elle se développe  dans toute l'Afrique Central (Congo, Congo Démocratique, Cameroun).

### Union of Bible Societies (UBS)
Élu président de l’Alliance biblique française en 2007, Christian Mégrelis est devenu vice-président du Global Board de UBS, ONG qui fédère les 146 sociétés bibliques de la planète, principal éditeur de Bible du monde, avec des imprimeries à Nanjing, Séoul, Sao Paulo, consultant de l’UNESCO. Son portrait a été publié dans l’ouvrage Pour un capitalisme au service de l’homme' par Michel Cool, Albin Michel 2009. Il résume sa foi dans un livre publié aux Etats-Unis en 2013: "Glossary of Hope " et traduit dans plusieurs langues dont le français( "Lexique de l'Espérance"). En 2013, il crée la Fondation "Bible et Culture"  qui a pour objet de former les jeunes génération à connaitre la place de la Bible dans la culture européenne. 

### Union internationale des économistes (Moscou)
L'Union internationale des économistes a pour président Gavriil Popov, ancien maire de Moscou. Christian Mégrelis en est vice-président. L'UIE a joué un rôle très important, en 1991, lors de la mise au point de la stratégie de privatisations du gouvernement de M. Gorbatchev. Héritière de la Free Economic Society créée par les frères Orlov à la demande de la Grande Catherine, elle existe depuis plus de 250 ans. Elle entretient un débat permanent entre économistes, entrepreneurs et banquiers, et elle est à l'avant-garde des réformes proposées au gouvernement russe par le secteur privé. L'agression russe de 2022 ayant été approuvée par l'UIE, Christian Mégrelis renonce à son poste de Vice Président en 2023.

### Invasion de l'Ukraine par la Russie  et mort de Mikhaïl Gorbatchev (2022)
Les événements de 2022 contraignent EXA International à se retirer momentanément de Russie tout en y conservant ses activités de distribution. Christian Mégrelis se fait l'avocat de l'Ukraine sans cesser de défendre sa profonde amitié avec la Russie. Dans une lettre à Vladimir Poutine de mars 2022, il propose une stratégie de pacification. Sa campagne de réconciliation se développe principalement à la télévision. La mort de Mikhaïl Gorbatchev est l'occasion d'articles et d'émissions où il explique, pour les avoir vécus, le putsch de 1991, le démantèlement de l'URSS par Boris Eltsine avec la complicité active de la Biélorussie et de l'Ukraine qui y gagnent leur indépendance, et le sac de l'URSS par les futurs « oligarques » avec la complicité du Comité central puis de la Gosbank. L'agression de l'Ukraine par la Russie en 2022, puis le retournement des alliances opérée par les Etats-Unis en 2025 sont l'occasion pour Christian Mégrelis de manifester son pessimisme sur l'évolution de la planète sur les plateaux de télévision et dans la presse numérique..

## Distinctions
- Officier de la Légion d'honneur (1995)
- Citoyen d’honneur de la république du Congo (2010)[13]
- Titre de reconnaissance de la Nation française (2010)

 (décembre 2013).
 (décembre 2013).

### Œuvres
- Le naufrage de l'Union soviétique: choses vues, Transcontinentale d'Ed., Paris 2020
- Nous, Moulin Richard de Bas, poèmes,2020
- Lexique de l'espérance, Transcontinentale Éditions 2018 (publié aux Etats-Unis 2015, Corée 2022, Pakistan 2018)
- Tête au vent, poèmes, Richard de Bas, Ambert, 2016
- Chroniques éclectiques,Transcontinentale d'Ed.,Paris,2016
- Umeed ki Farhang,Pak publishers, Lahore, Pakistan, 2015
- Glossary of Hope or the world according to Jesus, CreateSpace, USA, 2013 (publié aux Etats Unis,en France, en Corée et au Pakistan)
- Vains poèmes, Moulin Richard de Bas, Ambert, 2009.
- Keys for the Future, From free Trade to Fair Trade, Lexington Books, Lexington, Massachusetts, USA, 1981[14]
- Danger, protectionnisme, Calmann-Lévy, 1979

### Articles
- Nombreux articles sur la guerre en Ukraine  2022
- De la République des deux Nations à la dernière friche communiste en Europe, La Croix,2020
- G-B, homme malade de l'Europe, Les Echos,2019
- BREXIT, Réforme, 2017
- 28 "Suppléments à.." Démosthène, La Boétie, Tocqueville, Socrate, Frédéric II Hohenstaufen, Clisthène, La Bruyère, Anne Stuart, Jefferson, Bismark, Thucydide, Alcibiade, Montesquieu, Churchill, Diogène et autres;Synthèse, 2017-2020
- Elections européennes, Réforme, 2014
- Le christianisme : une idée nouvelle en Chine, La Croix, 2013
- Le dîner du Bois, La Jaune et la Rouge, 2011
- Koursk –Moscou, 20 ans après, Le Monde, 2010
- Chine-Amérique ou la Chimérique, Libération, 06/08/2007
- Au milieu des décombres, Réforme, 1993
- La solitude du patron russe, L’Expansion, 1992
- Lettre à des amis soviétiques, L’actualité fiduciaire, 1991
- La dette remboursée, Le Monde, 1990
- Les âmes grises, Le Monde, 1990
- URSS : Vers un nouveau monde, Libération, 1990
- Le nouveau ton du monde, Réforme, 1990
- Du bon usage d’une mauvaise crise, Réforme, 1987
- Enfin responsables, Le Monde, 1986
- Pour une confédération franco-allemande, Le Monde, 1986
- Les conditions de la relance, Le Matin, 1981
- La décennie de la co-prospérité: un difficile accouchement, L’Économie, 1980
- Vie et mort du dollar, Les Echos, 23/01/1980
- Le protectionnisme est-il inévitable, L’Économie, 11/09/1979
- Les dangers du protectionnisme : rapport du groupe économie internationale, Parti Républicain, 06/1979
- Plaidoyer pour l’homme, Le Monde, 1979
- Qui doit ouvrir ses frontières?, Le Figaro, 1978
- Commerce extérieur et politique intérieure, le Figaro, 1977
- Il ne suffit pas de produire pour vendre, Le Monde, 1977
- Brésil-France, après la fête, Le Monde 1976
- Banque et diversification, La Jaune et la Rouge, 1975
- Vers l’internationalisation de l’industrie française, Banque, 1975
- Seul Mgr Makarios peut permettre d’oublier un différend séculaire, le Monde, 1974
- La traversée du désert commence pour les pays développés, Les Echos, 1974
- Le Yucatan, Journal des Voyages, 1972

### Portraits
- CTS (Corée du Sud) 2024
- LCI 2022
- Radio N-D 2022
- TV Libertés 2022,
- Mandarin TV 2022
- Radio Courtoisie 2020
- BFMTV 2020
- Citoyen du monde. La Jaune et la Rouge, novembre 2014,
- Pour un capitalisme au service de l’homme, Michel Cool, Albin Michel, 2009.
- Télévision géorgienne (Droeba), 2007,
- France 3,1989

### Articles sur Christian Mégrelis
- Nombreux articles à l'occasion de la sortie du "Naufrage de l'Union soviétique: choses vues" 2020-2022
- Presse coréenne 2024
- Revue HEC 2020
- L'Express, 05/09/2020
- Revue de Sciences po, 06/2020
- Nina Ricci à Moscou, Vedomosty, 2000
- Correspondance Economique, 03/04/1987
- Jornal do Brasil, Nairo Alméri, 27/11/1983
- Investir, Gérard Vidalenche, 11/08/, 1980
- Revue de Sciences-Po, « Les Sciences-Po dans l’entreprise », Françoise Sauvage, 05/1987
- Le Figaro, M-B.C, 12/11/1985
- Madagascar Matin, 11/02/1980
- Le Monde, Thierry Maliniak, 10/05/ 1990
- Actualité commerce, 1987
- Gazeta Mercantil, 1977
- Le rude métier d’exportateur, Investir, 1976
- Une nouvelle race d’exportateurs, L’Expansion, 1974

### Recensions deLe Naufrage de l'Union soviétique: choses vues(extraits)
- Express-Expansion :« ..passionnant, d’autant que le style picaresque facilite la lecture »
- BFMTV-Librairie de l’éco - Challenges« Un livre à ranger entre Gide « Retour d’URSS » et Hergé « Tintin au pays des soviets ».
- Académie de géopolitique de Paris.« L’auteur nous raconte mille vies en moins de trente années d’activités franco-russes et son livre est passionnant d’autant que sa plume légère court d’intermèdes savoureux en analyses géopolitiques inédites. »« Connaissance exceptionnelle de la réalité russe »
- La Jaune et la Rouge (Alumni Polytechnique).On pense à Tocqueville pour la lucidité de ces pages…Ce livre brille par trois faces : un style d’excellent écrivain, la profondeur d’un historien, la description vivace de ce qu’il a vécu…
- Over blog « Guerres et conflits » & Babelio « Un livre aussi passionnant qu’étonnant grâce auquel on peut revivre un épisode absolument essentiel de la fin du XXe siècle ».
- Bla bla blog« Pour compter ce virage géopolitique, l’auteur a fait le choix de chroniques, de témoignages (ces « choses vues » du sous -titre), d’articles (les « intermèdes »), et même d’une correspondance privée. »
- Clionaute.org « Au final, « Le naufrage de l’union soviétique » constitue une lecture particulièrement intéressante et prenante. Le témoignage nécessairement subjectif de l’auteur apporte un éclairage intéressant sur la profonde recomposition en cours en Russie dont la France, selon l’auteur, peut tirer beaucoup. »
- Tensions géopolitiques« Au travers de conversations, d’analyses psychologiques, de références historiques, on suit les multiples étapes de l’auteur : au Kremlin, à la mairie de Moscou, ses entretiens avec les dirigeants de l’URSS, d’Ukraine, de Crimée, de Géorgien, d’Azerbaïdjan et du Kazakhstan, nouveaux états émergeant du néant, avec le futur président russe, les futurs oligarques, les grands banquiers, les hiérarques de l’église orthodoxe, les gouverneurs de provinces… »
- Emile (Sciences po) « Christian Mégrelis était aux premières loges chargé par les autorités soviétiques de sensibiliser les élites économiques et politiques mondiales aux changements promis par la Perestroïka, il sera le premier économiste étranger à participer à ce programme. »
- Livres et lectures.com« Voici une lecture à la fois passionnante et agréable qui présente une vision personnelle et exceptionnellement bien documentée de notre voisin mal connu et donc sous-estimé et craint qu’est la Russie … Ce livre, qui nous fait parcourir la Russie de part et d’autre de l’Oural et rencontrer ceux qui y vivent est un extraordinaire compagnon de voyage et d’initiation … L’agrément de cette lecture vient, au-delà de son thème, de la qualité d’écriture de l’auteur ».
- Historiquement show (TV Histoire) (Stéphane Courtois)« Témoignage original et inattendu.»
- Liberté politique (revue)  Coup de cœur « …il se dégage de ce livre une passionnante familiarité avec son objet, bien loin des habituels poncifs de la presse sur le pays le plus vaste de la planète. S’y côtoient l’absurde et la grandeur, la résignation et le courage, la misère et la gloire…. "
- L’OURS (Office universitaire de recherche sur le socialisme)« ….Christian Mégrelis considère que l’Europe a eu une vue à court terme en n’ayant pas réellement accompagné  l’URSS pour y installer une véritable démocratie au moyen de réels partenariats économiques …

### Recensions deKeys for the future
- Foreign Affairs, par William Diebold, 1981

### Recensions deDanger protectionnisme
- La fausse querelle du protectionnisme, Le Monde Diplomatique, par Alain Weil, 08/1979
- Pour une meilleure approche des problèmes économiques, Le Soleil de Dakar, 30/07/1979
- Citation dans le Colloque franco-allemand sur l’Afrique, Marchés Tropicaux, 18/05/1979
- Recommandation dans la section « Nous avons lu », L’exportation, 03/1979
- Recommandation dans le Forum du développement, 04/1979
- Recommandation dans la section « Lu pour vous », MOCI, par Simone Capiod, 02/1979
- Recommandation dans Valeurs Actuelles, 24/02/1979
- Recommandation dans la section « Echos du Sud au Nord », Nouvelle Agence de presse, 29/01/1979
- Le libre-échange bien tempéré, Le Nouvel Economiste, 22/01/1979
- « Danger, protectionnisme », un ouvrage de Christian Mégrelis, Le Figaro par Alain Vernay, 15/01/1979
- « Danger Protectionnisme » vers un nouvel ordre économique mondial, Dernière Heure de Bruxelles, par Henri Beauduin, 11/01/1979
- Auteur de « Danger Protectionnisme », Christian Mégrelis explore les arcanes du commerce international, Var Matin, 08/01/1979
- Recommandation dans le Courrier CEE, 01/1979
- Recommandation dans la section « Votre Lecture », L’Expansion, 01/1979
- Recommandation dans la section Livres / Économie, Le Point, 01/01/1979
- « Danger Protectionnisme » ou l’interdépendance des peuples, La Montagne, 18/12/1978
- Danger Protectionnisme, Le Monde, par Alfred Sauvy, 12/12/1978
- Le Maroc doit pouvoir développer l’exportation de ses produits finis, Le Matin du Sahara, 02/12/1978
- Le pavé dans la mare, Spécial, 29/11/1978
- AFP par Patrick Kessel, 25/11/1978
- Études Internationales, Université de Laval, par Joel Rahn, 1982